# Mahuayani
Mahuayani (en quechua cusqueño: Mawayani) es un centro poblado peruano perteneciente al distrito de Ocongate, provincia de Quispicanchi, departamento del Cusco.
Es conocido por ser el punto de inicio de la peregrinación del Sr. de Quyllurit'i.